# Castelletto Monferrato
Castelletto Monferrato (piemontiul: Castlèt Monfrà) település Olaszországban, Piemont régióban, Alessandria megyében. Lakosainak száma 1469 fő (2023. január 1.). Castelletto Monferrato Alessandria, Quargnento és San Salvatore Monferrato községekkel határos.

## Népesség
A település lakossága az elmúlt években az alábbi módon változott:
| Lakosok száma | 1524 | 1526 | 1469 |
|               | 2017 | 2018 | 2023 |